# Ida von Herzfeld

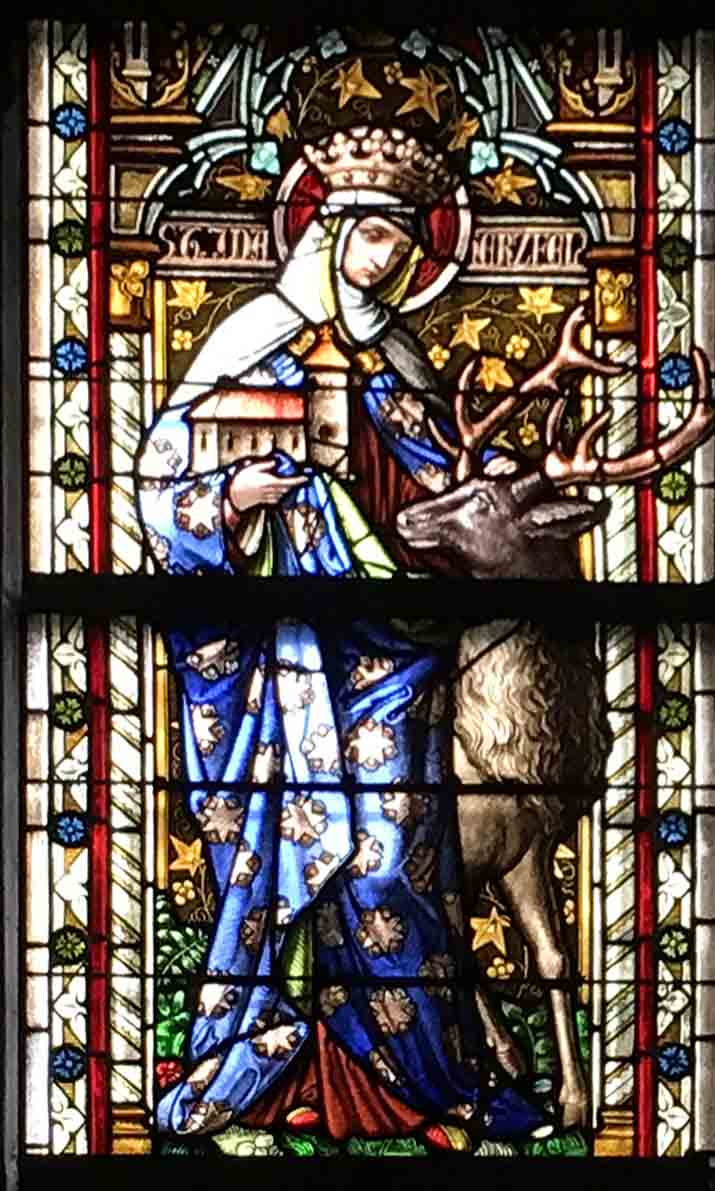
Ida von Herzfeld in einem Glasfenster des Billerbecker Domes

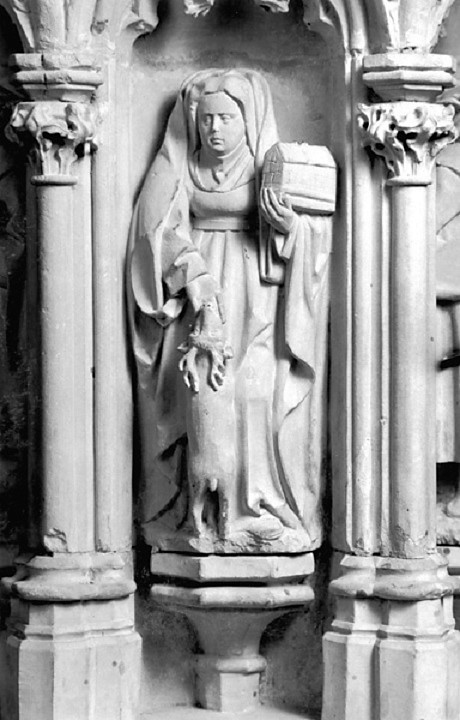
Ida von Herzfeld, Bildnis am Taufbecken in der St.-Ida-Kirche

Ida von Herzfeld (* um 770/775; † 4. September 825) war eine deutsche Kirchenstifterin und wird innerhalb der katholischen Kirche vor allem in Deutschland als Heilige verehrt.

## Herkunft
Die Herkunft Idas ist in der Geschichtswissenschaft umstritten. Einigkeit besteht, dass sie eng mit den Karolingern verwandt war. 
Nach einer Ansicht wird Ida als Tochter der Äbtissin Theodrada von Soissons (Schwester der Äbte Adalhard und Wala) angesehen, einer Enkelin Karl Martells (durch dessen Sohn Bernhard). Als Vater wird in dieser Variante Graf Theoderich, Sohn des letzten Merowinger-Königs Childerich III., genannt. Nach anderer Auffassung wäre Ida die Tochter Karlmanns, Bruder Karls des Großen, und seiner Gattin Gerperga gewesen. Nach beiden Theorien war Ida als Enkelin bzw. Urenkelin Karl Martells in der Seitenlinie eng mit Karl dem Großen verwandt.

## Leben
Nach ihrer Vermählung mit dem Sachsenherzog Ekbert (aus der Familie der Ekbertiner) verließ sie ihre Heimat und zog im Jahre 786 mit ihm nach Westfalen auf seine Güter, die in der Nähe der heutigen Stadt Osnabrück lagen. Auf dem Wege dorthin querten sie die Lippe durch eine Furt bei Hirutveldun (altsächsisch: Hirschfelder) und schlugen am rechten Flussufer ihr Zelt auf. In der folgenden Nacht erhielt Ida im Traum den Auftrag eines Engels, dort eine Kirche zu bauen. Diese Traumvision bestimmte von nun an ihr Handeln und Denken. Sie mühte sich um den Bau eines Gotteshauses und wurde so die Gründerin der ersten katholischen Gemeinde im Münsterland im heutigen Herzfeld (Lippetal).
Die Reise nach Westfalen fiel in die Zeit des 32-jährigen Krieges zwischen den Sachsen und den Franken. Ida nahm in dieser Zeit die Sachsen in ihren Schutz. Der Hirsch, mit dem Ida oft abgebildet wird, ist ein Bild für die von den Franken bedrängten Sachsen. Noch heute befindet sich der Hirsch im Wappen von Herzfeld.
Im Jahre 811 starb Ekbert. Er fand an der Südseite der Kirche seine letzte Ruhestätte. Über dem Grab wurde ein Portikus erbaut, wo Ida nach dem Tod Ekberts wohnte. Dort, in unmittelbarer Nähe des Altars, widmete Ida sich ganz dem Gebet und der Sorge für die Gemeinde. Der Steinsarg diente dabei als Truhe für die Gaben, die sie nach der Legende zweimal am Tag an die Bedürftigen ausgeteilt haben soll. Historisch nachweisen lassen sich ihre geschilderten Aktivitäten letztendlich nicht.   
Am 4. September 825 starb Ida. Der Portikus mit ihrem Grab wurde zur ersten Wallfahrtsstätte Westfalens. Ein Teil ihrer Gebeine wurden zeitweise in die Abtei Werden bei Essen gebracht, die im Besitz der von Ida gestifteten Kirche war. 
Eine Tochter Idas, Ida die Jüngere, war mit Asig verheiratet, Namensgeber des Geschlechts der Esikonen, die als Grafen im Hessengau herrschten.

## Verehrung

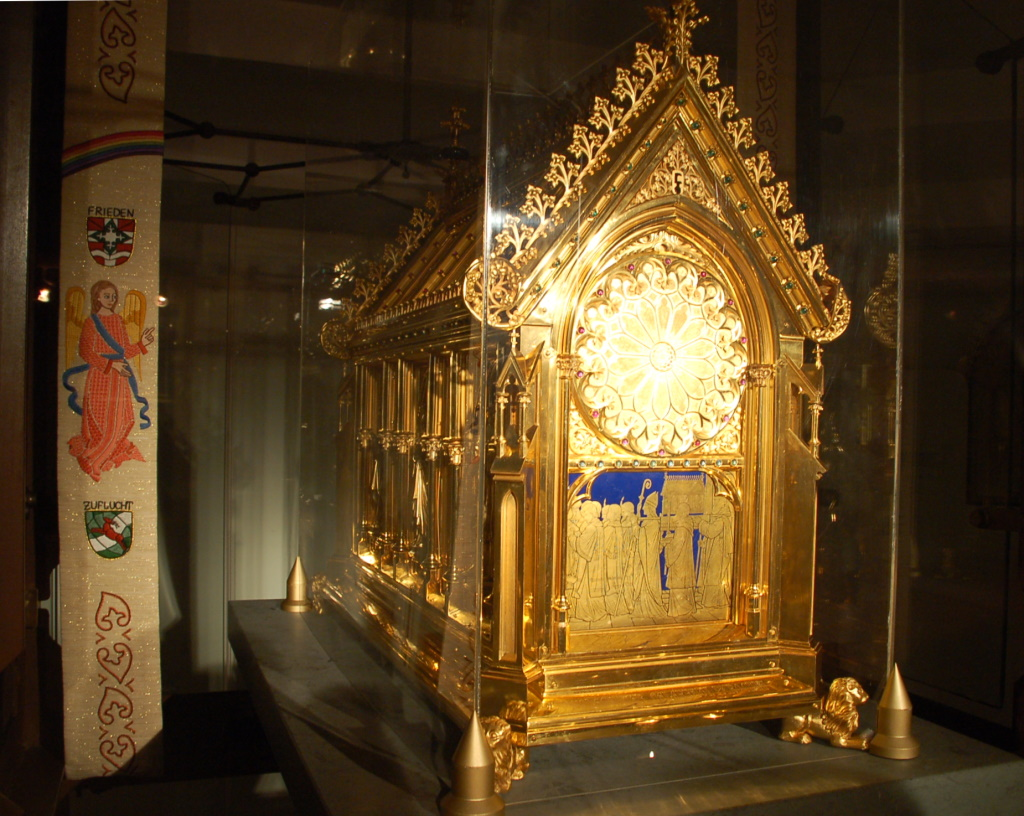
Ida-Schrein in der Krypta der St. Ida-Basilika in Herzfeld (2008)

Am 26. November 980 erhob Bischof Dodo von Münster die Gebeine Idas zur Ehre der Altäre. Die Lebensgeschichte Idas (Vita sanctae Idae Hertzfeldensis), die der Mönch Uffing der Abtei Werden 980 aus Anlass ihrer Translatio verfasste, stellt – wie bei Heiligenviten des Mittelalters üblich – ihre Gotterwähltheit und ihr vorbildliches Leben einschließlich der in Gottvertrauen ertragenen Leiden in den Mittelpunkt; sie ist eher eine Anleitung zur christlichen Nachfolge als eine Biographie im modernen Sinn. Die Entwicklung zur Volksheiligen trug zur Legendenbildung bei.
Gedenktag in der katholischen Kirche ist der 4. September.
Bis heute gilt Ida bei Katholiken vor allem als Schutzpatronin der Schwangeren, Armen und Schwachen. Der Sarkophag, der Schrein mit ihren Reliquien und Reste der von ihr erbauten Kirche sind in der Grabkrypta der Wallfahrtskirche St. Ida (seit Oktober 2011 Päpstliche Wallfahrtsbasilika) in Herzfeld zu sehen. Wallfahrten zum Ida-Schrein finden bis heute statt. In Herzfeld wird alljährlich im September die „Ida-Woche“ zur Erinnerung an die Heilige als Volksfest durchgeführt. In dieser Woche werden im Rahmen der sogenannten „Identracht“ die Gebeine der Heiligen in einer feierlichen Prozession durch den Ort getragen. Anschließend wird der „Ida-Segen“ erteilt.

## Namensgeberin
In Nordrhein-Westfalen tragen – neben St. Ida in Herzfeld – einige weitere katholische Gotteshäuser ihren Namen, so in Gelsenkirchen-Resser Mark (bis zum Abriss im März 2021 Ökumenisches Zentrum St. Ida), in Moers-Eick und in Münster-Gremmendorf. In Herzfeld und Münster wurde jeweils eine katholische Grundschule nach ihr benannt.